# Himamaylan
Himamaylan is een stad in de Filipijnse provincie Negros Occidental. Bij de laatste census in 2007 had de stad ruim 102 duizend inwoners.

## Geografie

### Bestuurlijke indeling
Himamaylan is onderverdeeld in de volgende 19 barangays:
| - Aguisan - Barangay I - Barangay II - Barangay III - Barangay IV - Buenavista - Cabadiangan - Cabanbanan - Carabalan - Caradio-an | - Libacao - Mambagaton - Nabali-an - Mahalang - San Antonio - Sara-et - Su-ay - Talaban - To-oy |

## Demografie
Himamaylan had bij de census van 2007 een inwoneraantal van 102.014 mensen. Dit zijn 13.330 mensen (15,0%) meer dan bij de vorige census van 2000. De gemiddelde jaarlijkse groei komt daarmee uit op 1,95%, hetgeen lager is dan het landelijk jaarlijks gemiddelde over deze periode (2,04%). Vergeleken met de census van 1995 is het aantal mensen met 18.746 (22,5%) toegenomen.

De bevolkingsdichtheid van Himamaylan was ten tijde van de laatste census, met 102.014 inwoners op 363,66 km², 280,5 mensen per km².

## Geboren in Himamaylan
- Bernard Bonnin (8 september 1939), acteur (overleden 2009).

Bacolod · Bago · Binalbagan · Cadiz · Calatrava · Candoni · Cauayan · Enrique B. Magalona · Escalante · Himamaylan · Hinigaran · Hinoba-an · Ilog · Isabela · Kabankalan · La Carlota · La Castellana · Manapla · Moises Padilla · Murcia · Pontevedra · Pulupandan · Sagay · Salvador Benedicto · San Carlos · San Enrique · Silay · Sipalay · Talisay · Toboso · Valladolid · Victorias